# 완전한 사랑 (1990년 드라마)
《완전한 사랑》은 1990년 3월 19일부터 1990년 4월 10일까지 방영된 문화방송 월화 미니시리즈로, 이기주의가 팽배한 물질만능시대에 향수와도 같은 순수한 고전적 의미의 사랑을 추구하는 한 중년남자를 통해 참사랑의 실체를 추적해본 애정 드라마이다.
한편, 같은 시기에 방영된 KBS 2TV 《겨울 나그네》와 반대되는 사랑 이야기를 보여주면서 ‘순수한 사랑’과 ‘완전한 사랑’은 어떻게 다른가를 놓고 논쟁이 벌어지기도 했다.

## 줄거리
서른일곱 살의 광고대행업체 부장인 윤두섭은 노총각으로 어느날 입사시험에 응시한 만 20세의 문성애와 사랑에 빠진다. 그녀를 사무실에 채용한 후 사람들의 눈을 피해 열렬한 사랑을 나눈다. 그러나 성애가 한때 술집에 나갔고 그때 강이사와 관계가 있었음을 알고 두섭은 갈등에 빠진다.

## 등장 인물
- 하재영 : 윤두섭 역
- 이상아 : 문성애 역
- 김무생 : 강 이사 역
- 나영진 : 남흥만 역
- 김형자
- 정진
- 홍진희
- 한창호
- 임재경
- 김연수
- 박경현

## 참고 사항
- 집필자 서영명 작가는 1989년 월화 미니시리즈 《상처》 이후 두 번째로 MBC 연속극을 집필했다.